# Список умерших в 1365 году

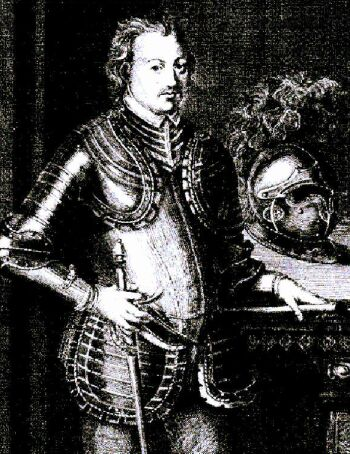
Людвиг VI Римлянин

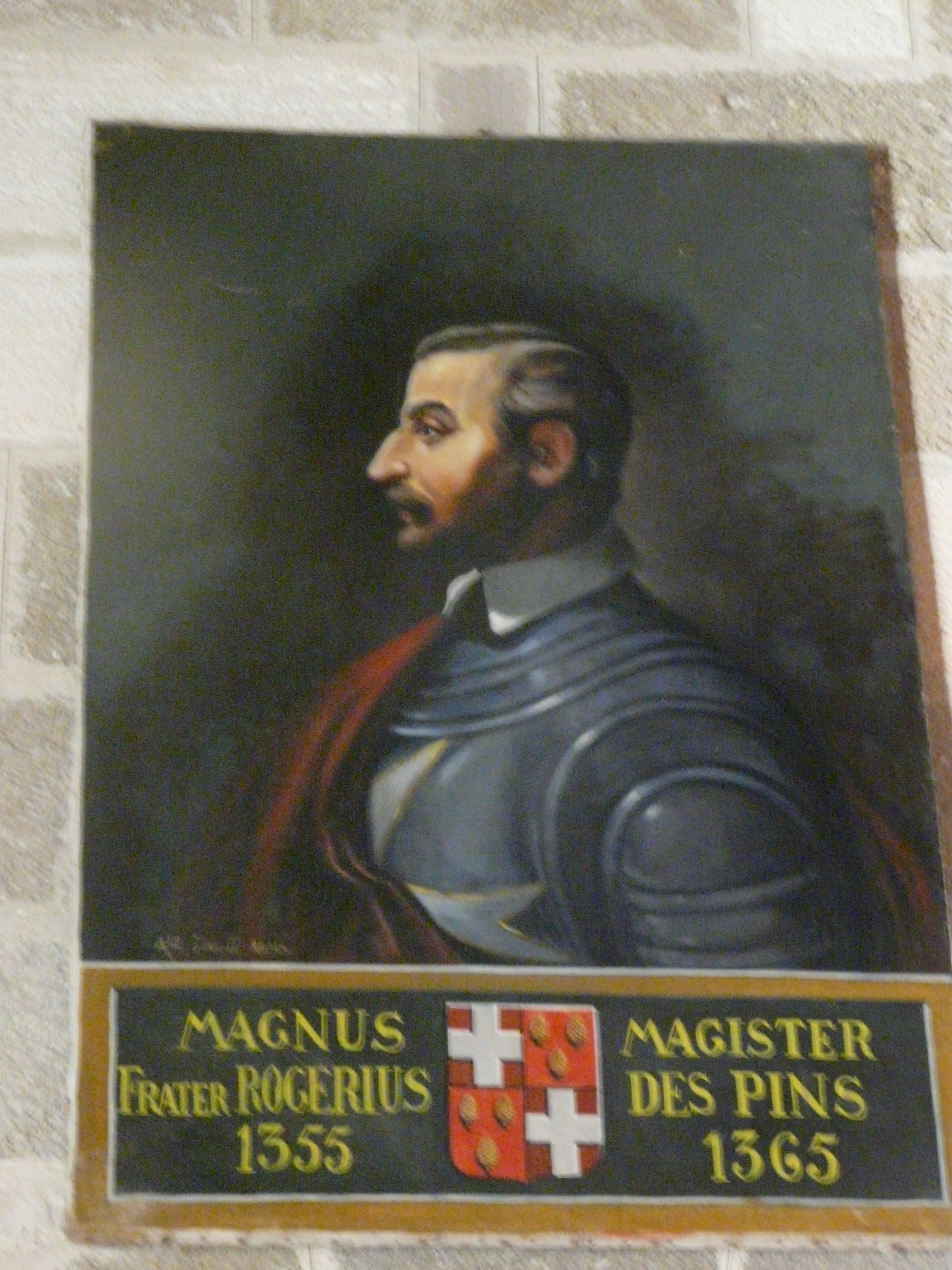
Роже де Пен

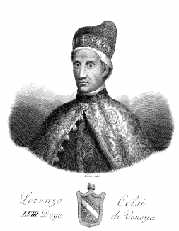
Лоренцо Чельси

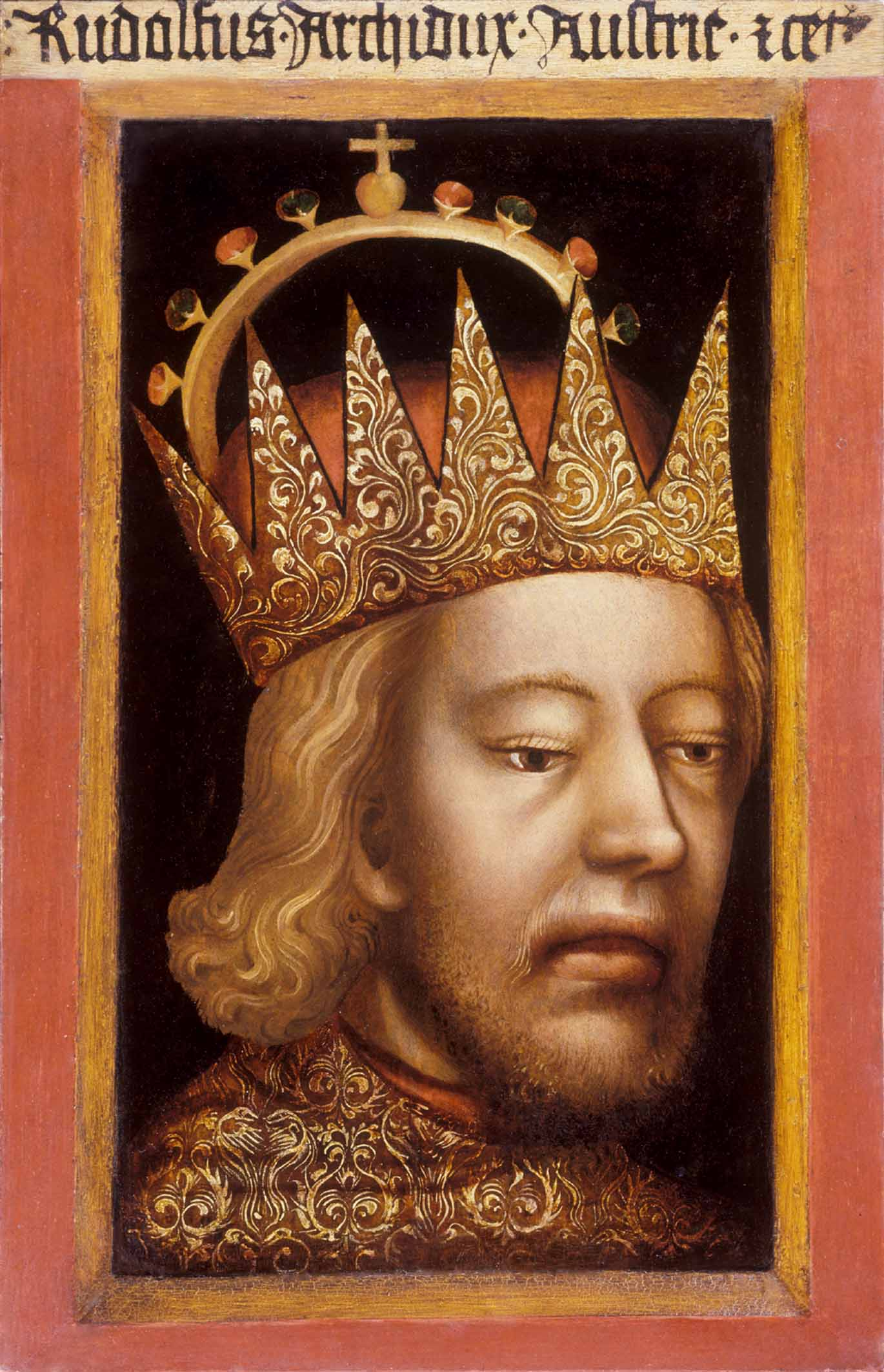
Рудольф IV Великодушный

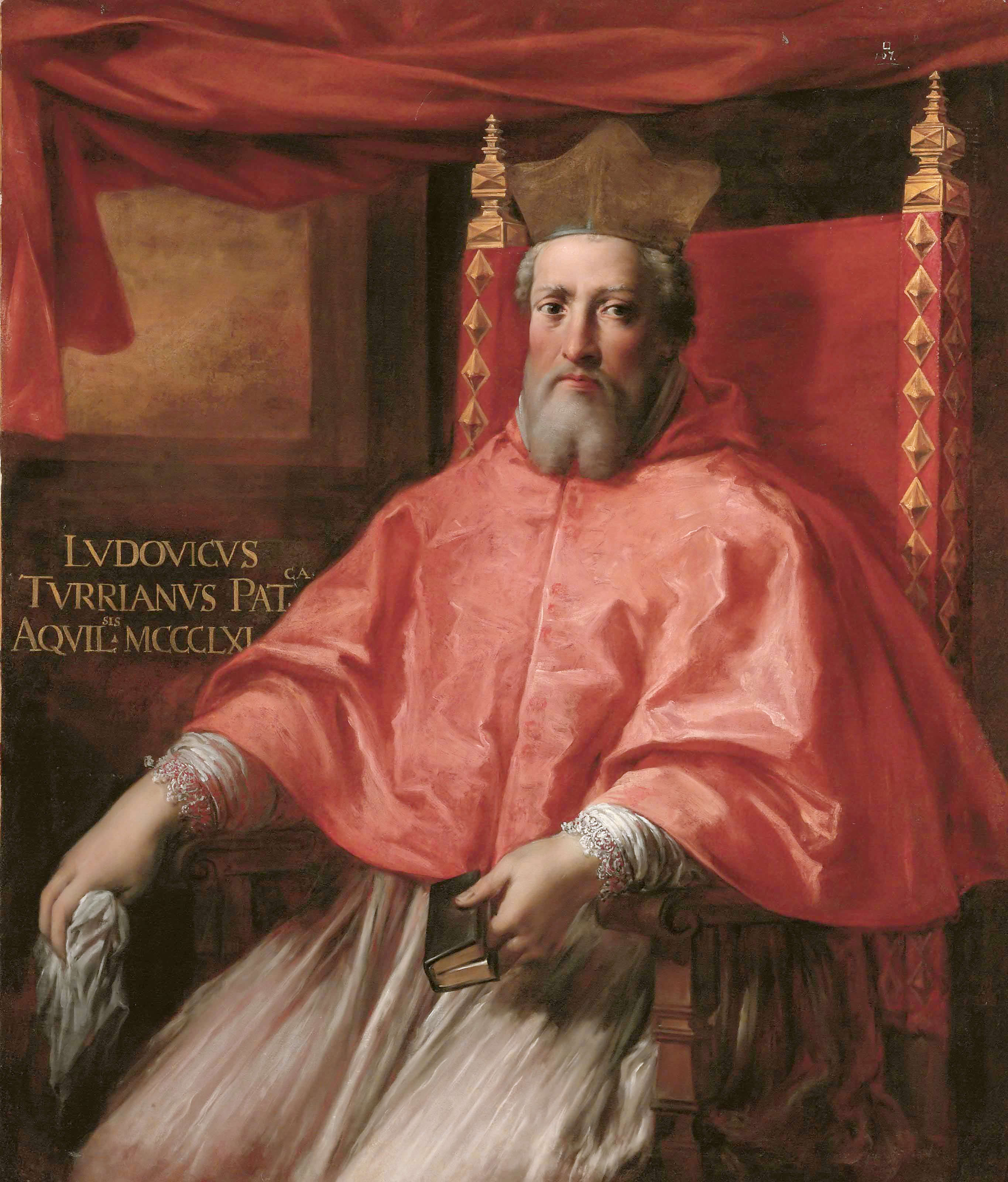
Людовико делла Торре

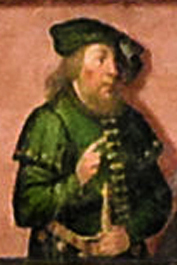
Барним IV

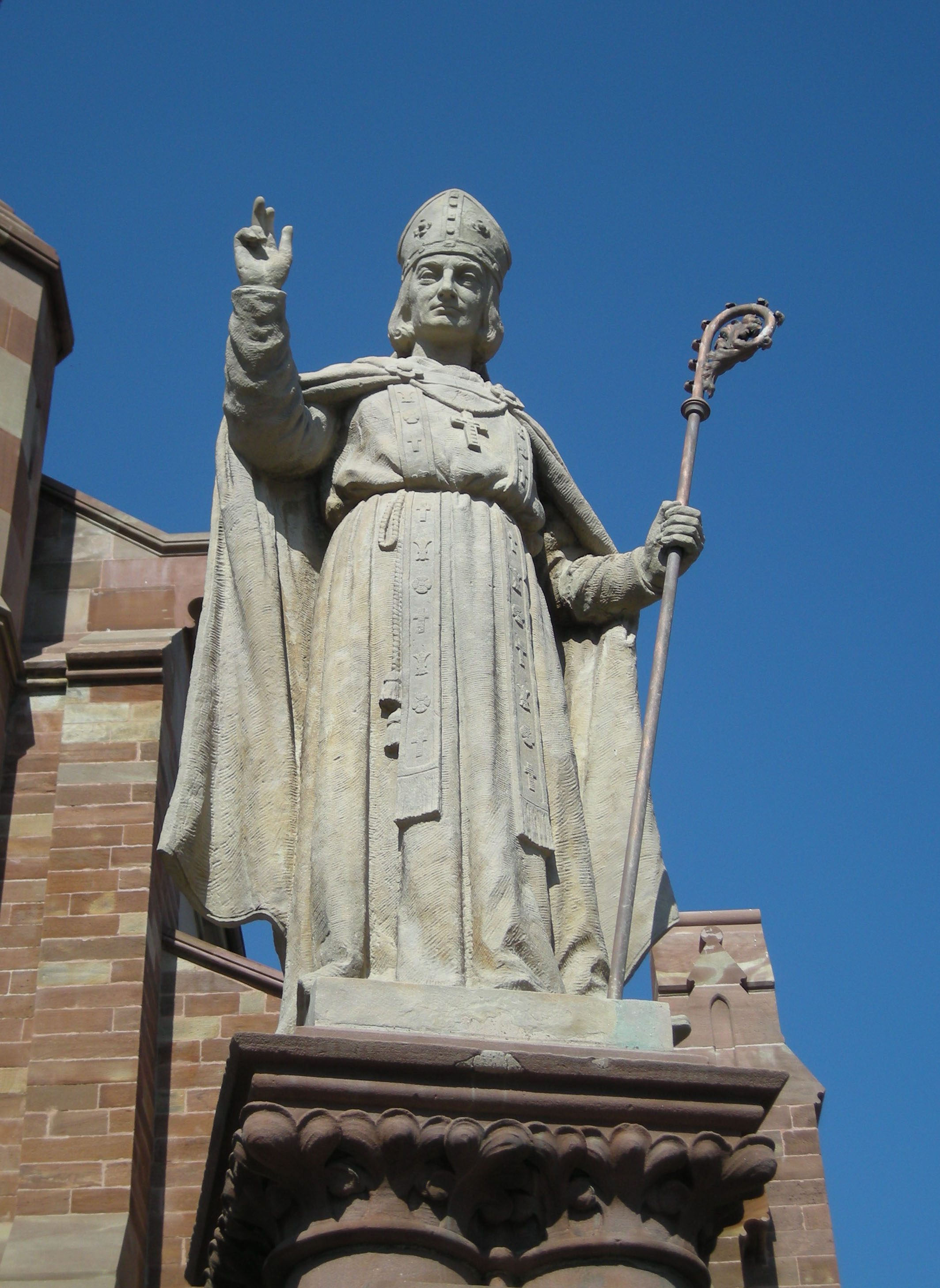
Иоганн II фон Лихтенберг

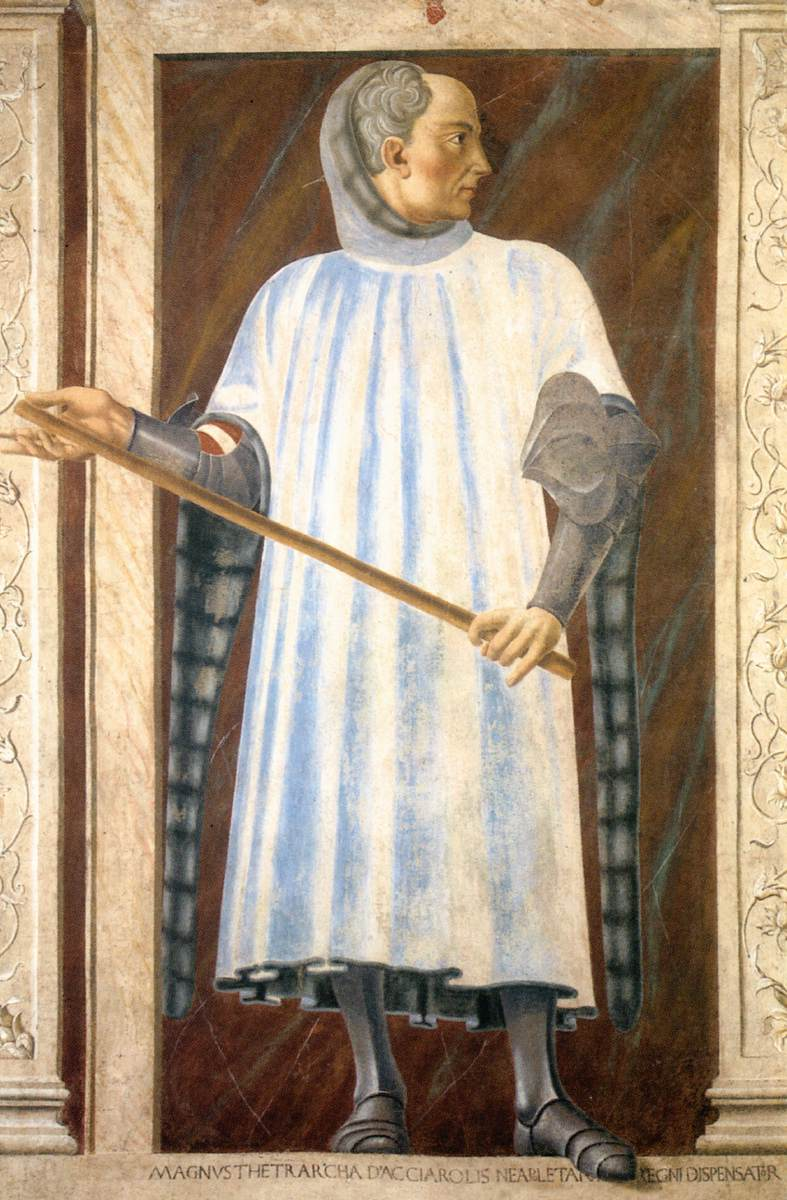
Никколо Аччайоли

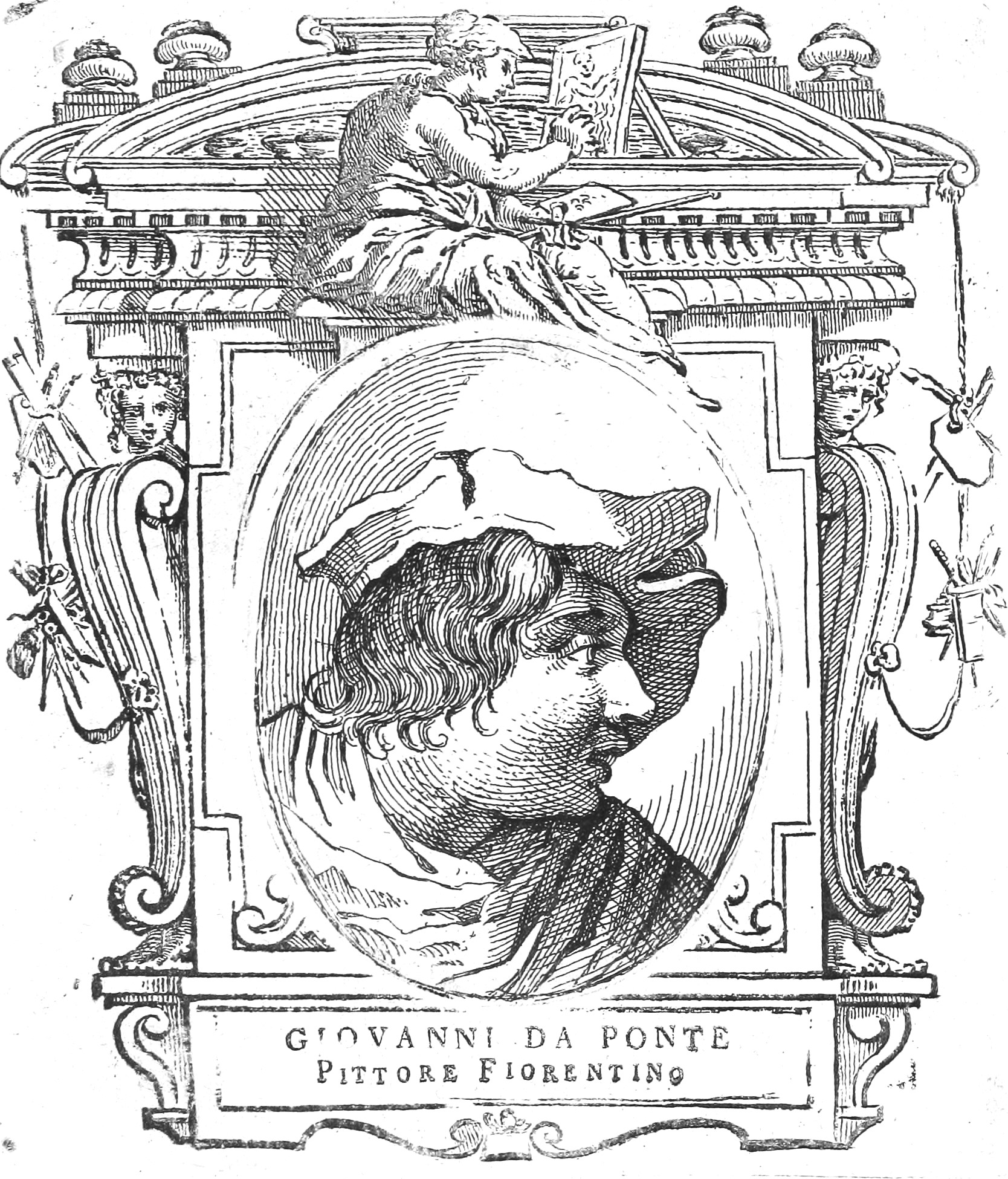
Джованни да Понте

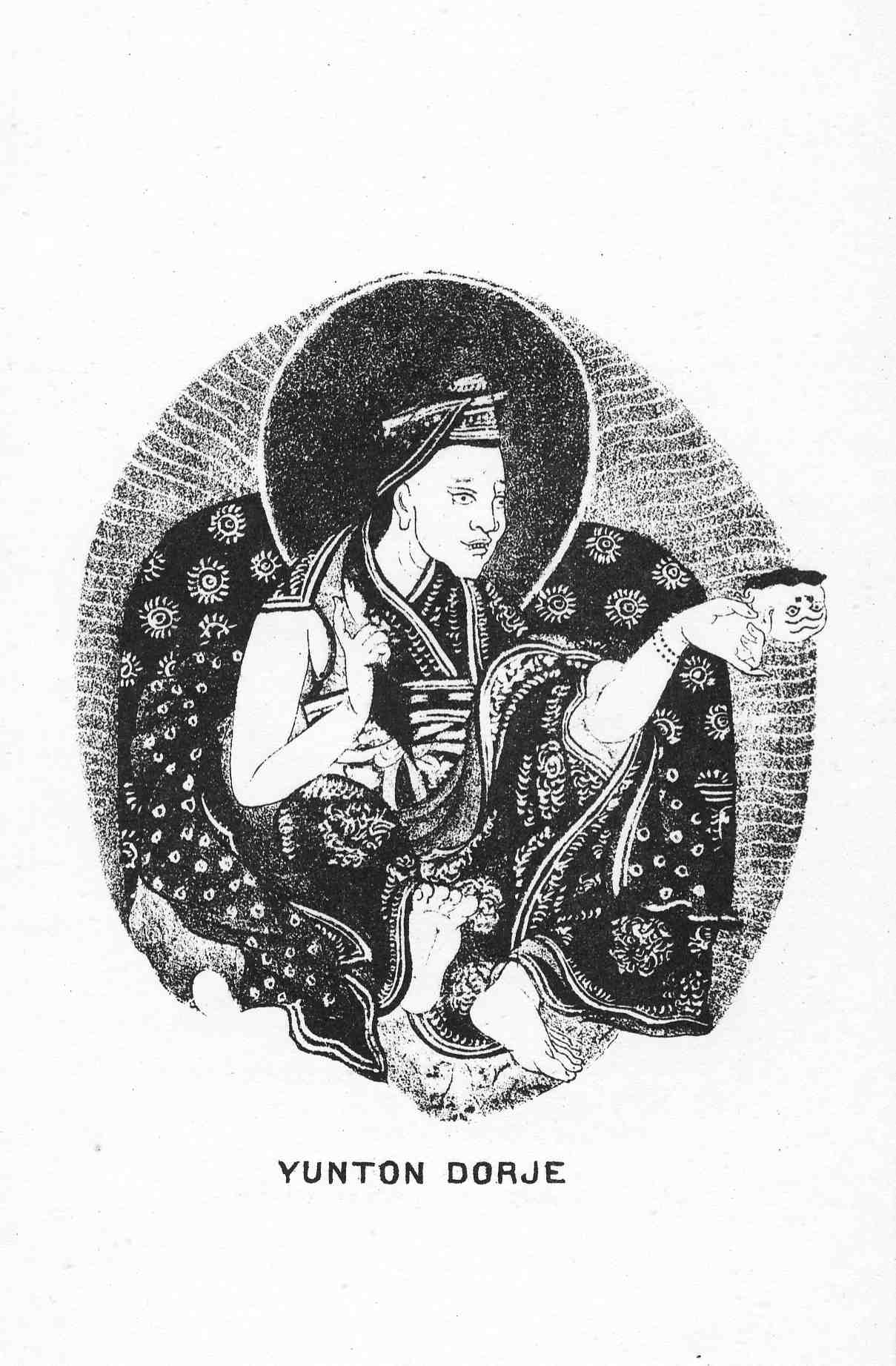
Юнгтен Доржепель

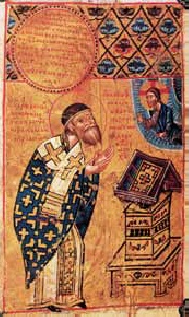
Яков Серский

В этой статье представлен список известных людей, умерших в 1365 году.
См. также: Категория:Умершие в 1365 году.

## Январь
- 20 января — Йохан[нем.] — граф Нассау-Хадамар (1334—1365).
- 22 января — Мария д’Артуа — дочь Филиппа д’Артуа, сеньора Конша, маркграфиня-консорт Намюра (1309—1330), жена маркграфа Жана I.

## Февраль
- 2 февраля — Пьетро Камбиани[итал.] — итальянский инквизитор, святой Римско-католической церкви; убит еретиками.

## Март
- 8 марта — Королева Ногук[англ.] — монгольская принцесса, королева-консорт Кореи (Корё), жена вана Конмина
- Жан III де Бертран[фр.] — епископ Лозанны (1341), архиепископ Тарантеза (1342—1365)

## Апрель
- 1 апреля — Итидзе Цунэмичи[англ.] — японский государственный деятель, кампаку (1338—1342)
- 19 апреля — Пьер IV де Грюйер[фр.] — граф Грюйер (1342—1365).
- 21 апреля — Томас Фёрниволл (42), английский аристократ, 3-й барон Фёрниволл (1339—1365).

## Май
- 1 мая — Конрад III[нем.] — граф Ритберга (1347—1365)
- 7 мая — Джованни ди Джованни[англ.] — 15-летний пассивный гомосексуалист, умер, не выдержав жестокого наказания.
- 12 мая — Гийом II де Тюре[фр.] — епископ Отёна (1351—1358), архиепископ Лиона (1358—1365).
- 17 мая — Людвиг VI Римлянин (37) — герцог Верхней Баварии (1347—1351), маркграф Бранденбурга (как Людвиг II) (1351—1356), первый курфюрст Бранденбурга (1356—1365).
- 19 мая — Ян Сцинавский — князь глогувско-жаганьский и великопольский (вместе с братьями Генрихом Верным, Болеславом, Конрадом и Пшемком) (1309—1312), князь жаганьский (вместе с братьями Генрихом Верным и Пшемком) — (1312—1316/1317), князь познанский (вместе с братьями Генрихом Верным и Пшемком) (1312—1314), князь сцинавский (1316/1317—1365)
- 28 мая — Роже де Пен — магистр ордена госпитальероа (иоаннитов) (1355—1365)
- 30 мая — Алонсо Перес де Гусман[исп.] — сеньор де Санлукар (1339—1365),
- Томас Угтред — английский рыцарь, единственный барон Угтред (1344—1365).

## Июнь
- 2 июня:
  - Андрей Константинович — великий князь Суздальско-Нижегородский (1355—1365), святой Русской православной церкви;
  - Мария Ивановна — дочь князя московского и владимирского Ивана Калиты, княгиня консорт ростовская (1328—1365), жена князя Константина Васильевича; умерла от чумы.
- 5 июня — Маргарита из Штернберка — княгиня-консорт Бытомская (1347—1355), жена князя Болеслава Бытомского, княгиня Бытомская (1355—1357)
- 30 июня — Иоганн II Сенн фон Мюнсинген[нем.] — епископ Базеля (1335—1365)

## Июль
- 18 июля — Лоренцо Чельси — 58-й дож Венеции (1361—1365).
- 25 июля — Фридрих I[нем.] граф Веймар-Орламюнде (1314—1365)
- 27 июля — Рудольф IV Великодушный (26) — герцог Австрии, Штирии и Каринтии (1358—1365), граф Тироля (1363—1365); умер от чумы.
- 30 июля — Людовико делла Торре[итал.] — епископ Триеста (1346—1349), епископ Олены (1349—1357), епископ Корони (1357—1359), патриарх Аквилеи (1359—1365)

## Август
- 12 августа — Ордольф Виссенекский[нем.] — архиепископ Зальцбурга (1343—1365) (первый князь-архиепископ).
- 22 августа — Барним IV — князь Вольгастский и Рюгенский (1326—1365) cсовместно с братьями Богуславом V Великим и Вартиславом V

## Сентябрь
- 3 сентября — Рудольф II Ангальтский[нем.] — епископ Шверина (1365)
- 8 сентября — Баян-хутуг — императрица-консорт Китая, жена Тогон-Тэмура (1337—1365)
- 13 сентября — Иоганн II фон Лихтенберг[фр.] — епископ Страсбурга (1353—1365), ландграф Нижнего Эльзаса (1359—1365)
- 16 сентября — Бертольд фон Нюрнбург[нем.] — епископ Айхштетта (1355—1365).
- Мир Пулад — хан Золотой Орды (1364—1365), первый хан Золотой Орды из рода Шибана, убит Ильясом, его главным эмиром.

## Октябрь
- 12 октября — Беатриса Сицилийская (39) — дочь короля Сицилии Педро II, пфальцграфиня-консорт Рейнская (1345—1365), жена пфальцграфа Рупрехта II.

## Ноябрь
- 8 ноября — Никколо Аччайоли (55) — итальянский дворянин из рода Аччайоли, великий сенешаль Сицилийского королевства (с 1348), граф Мельфи, Мальты и Гоцо, Друг Петрарки и Бокаччо.
- 20 ноября — Уго ди Женева[итал.] — последний барон Жекс

## Декабрь
- 5 декабря — Томас де Люси — 2-й барон Люси (1343—1365).
- 8 декабря — Микулаш II — князь Опавский (1318—1337) и Ратиборско-опавский (1337—1365)

## Дата неизвестна или требует уточнения
- Альберт III, граф Горицы (с 1338).
- Генрих V де Водемон — граф де Водемон (1348—1365)
- Герлах VI Изенбург-Лимбург[англ.] — граф Изенбург-Лимбург (1355—1365); умер от чумы.
- Джованни да Понте[фр.] — итальянский художник
- Джованни Кальдерини[итал.] — итальянский юрист, автор юридических трудов
- Джон де Пемброк[англ.] — канцлер казначейства Ирландии (1350)
- Дитрих фон Коте[нем.] — епископ Бранденбурга (1347—1365)
- Дональд, граф Леннокс[англ.] — мормэр Леннокса (1333—1365)
- Константин Васильевич — князь Ростово-Борисоглебский (1320—1365), Ростово-Усретинский (1360—1364), единственный князь Устюжский (1364—1365), умер вместе с сыновьями Иваном и Глебом во время эпидемии чумы.
- Пётр — епископ Ростовский (1364—1365); умер от чумы.
- Симеон Константинович — единственный князь Белогородокский (1345—1365); умер от чумы.
- Теодора Гонзага[итал.] — графиня-консорт Урбино (1365), жена графа Федерико II да Монтефельтро
- Франческо Траини — итальянский художник.
- Уильям Эксетерский[англ.] — английский писатель.
- Фридрих Страсбургский — граф фон Цоллерн (1344—1365), основатель так называемой линии Гогенцоллерн-Страсбург.
- Хайме Фадрике, граф Мальты и Гоцо.
- Чжу Дежун[англ.] — китайский художник
- Эмануэль де Вентимилья[исп.] — граф Ираче (?—1365)
- Юнгтен Доржепель[англ.] — тибетский буддийский лама
- Яков Серский[англ.] — сербский писатель, учёный переводчик, митрополит Сере (1345—1365)
- Якопо делла Лана[итал.] — итальянский писатель, первый комментатор Божественной комедии Данте Алигьери.